# Фурланетто, Ферруччо
Ферру́ччо Фурлане́тто (итал. Ferruccio Furlanetto; род. 16 мая 1949, Сачиле, Италия) — итальянский оперный певец, бас.

## Биография
Родился 16 мая 1949 года в Сачиле (Италия).Изначально Ферруччо занимался изучением классической филологии и естественных наук, но в возрасте 22 лет решил посвятить себя изучению оперной музыки. Первые дебюты Фурланетто прошли в Лониго, Триесте  и Новом Орлеане , но сам он считает, что его профессиональный дебют состоялся в 1979 году на сцене миланского театра Ла Скала (Teatro alla Scala, Milan), в постановке 'Макбета' (Macbeth) композитора Джузеппе Верди под руководством дирижера Клаудио Аббадо. С тех пор он обзавелся широчайшим репертуаром и исполнил множество партий.

## Творчество
Дебютировал 19 марта 1974 года в Лониго в партии Спарафучиле в опере «Риголетто», в том же году выступил в партии Коллена в опере «Богема» в Триесте. В 1979 году впервые появился на сцене «Ла Скала» в партии Банко в опере «Макбет» (дирижёр — Клаудио Аббадо). В том же году состоялось первое выступление в США в партии Захарии в «Набукко» в Новом Орлеане. Дебют в Метрополитен-опере и на Глайндборнском фестивале состоялся в 1980 году, в Венской опере (в партии Фигаро в «Свадьбе Фигаро») — в 1985 году.
Международное признание началось с партии короля Филиппа II в опере Верди «Дон Карлос», исполненной под управлением Герберта фон Караяна на Пасхальном фестивале в Зальцбурге в 1986 году. В том же году Фурланетто дебютировал и на Зальцбургском фестивале (всего он принял [когда?]участие в четырёх Пасхальных и семнадцати летних Зальцбургских фестивалях).
Сотрудничал со многими выдающимися дирижёрами: Гербертом фон Караяном, Карло Марией Джулини, сэром Георгом Шолти, Леонардом Бернстайном, Лорином Маазелем, Клаудио Аббадо, Даниэлем Баренбоймом, Бернардом Хайтинком, Жоржем Претром, Джеймсом Ливайном, Валерием Гергиевым, Семеном Бычковым, Риккардо Мути, Владимиром Юровским, Марисом Янсонсом и другими.
В 2005 году в России принял участие в концертном исполнении оперы «Набукко» в московском Доме музыки и в III фестивале «Владимир Спиваков приглашает».
Выступает в концертах и с сольными программами в лучших концертных залах мира с обширным репертуаром, начиная от Реквиема Верди и заканчивая русскими романсами и вокальным циклом Шуберта «Зимний путь». Фурланетто записал огромное количество опер на CD и DVD, его выступления многократно транслировались по радио и телевидению. Он чувствует себя как дома на величайших оперных сценах мира, таких как Ла Скала, Венская государственная опера, Королевский оперный театр Ковент-Гарден, Парижская опера, Метрополитен-опера и многих других.
В Мариинском театре Фурланетто исполнял свои коронные партии в операх Верди — Филиппа II в «Доне Карлосе» и Фиеско в «Симоне Бокканегре», выступал с камерными программами, пел в Реквиеме Верди, исполнил и партию Гремина в «Евгении Онегине» в 2014 году. Успешным стало его участие в исполнении оперы Массне «Дон Кихот» в Санкт-Петербурге и Москве (в концертных исполнениях, а затем в постановке Мариинского театра). Признанный лучшим Дон Кихотом наших дней, итальянский певец также записал оперу с молодыми солистами и оркестром театра под управлением Валерия Гергиева для лейбла «Мариинский» (запись 2011 года была отмечена критикой и получила номинацию на Грэмми).
В Большом театре исполнил партии Захарии в опере «Набукко» Верди (2006) и Бориса в опере «Борис Годунов» Мусоргского (2012).
В 2016 году принял участие в концерте в честь двадцать пятой годовщины смерти Эфрема Казагранде (итал.), когда-то открывшего талант Фурланетто. Вечер под названием «Приношение Эфрему Казагранде» прошёл в Театро да Понте в Витторио-Венето с большим интересом публики, исполнялись произведения композиторов от Моцарта и Бойто до Пуччини и Чайковского.

## Награды и премии
- 1977 — Лауреат конкурса вокалистов в Тревизо, Буссетто (Италия)
- 2001 — Почётное звание «Каммерзенгер» Венской государственной оперы[8]
- 2001 — Номинация на премию Лоренса Оливье за выдающиеся достижения в опере («Дон Карлос» в Лондонской королевской опере «Ковент-Гарден»)[9]
- Премия Эцио Пинца
- Почётный посол ООН

## Дискография
- 1978 — «Мученики»[англ.]*, дирижёр Джанлуиджи Джельметти (итал.) (Феликс)
- 1979 — «Джоконда», дирижёр Бруно Бартолетти (Альвизе Бадоеро)
- 1982 — «Севильский цирюльник», дирижёр Сильвен Камбрелен (Дон Базилио)
- 1982 — «Риголетто», дирижёр Рикардо Шайи (Спарафучиле)
- 1983 — «Дон Карлос», дирижёр Джеймс Ливайн (Великий инквизитор)
- 1985 — «Дон Жуан», дирижёр Герберт фон Караян (Лепорелло)
- 1986 — «Жидовка», дирижёр Антонио де Альмейда (Кардинал де Броньи)
- 1986 — «Дон Карлос», дирижёр Герберт фон Караян (Филипп II)
- 1987 — «Дон Жуан», дирижёр Герберт фон Караян (Лепорелло)
- 1988 — «Так поступают все», дирижёр Николаус Арнонкур (Гульельмо)
- 1988 — «Так поступают все», дирижёр Джеймс Ливайн (Дон Альфонсо)
- 1989 — «Сицилийская вечерня», дирижёр Риккардо Мути (Джованни да Прочида)
- 1989 — «Так поступают все», дирижёр Даниэль Баренбойм (Гульельмо)
- 1989 — «Сорока-воровка», дирижёр Джанлуиджи Гельметти (Фернандо)
- 1990 — «Свадьба Фигаро», дирижёр Джеймс Ливайн (Фигаро)
- 1991 — «Армида»[англ.], дирижёр Клаудио Шимоне (Астарот)
- 1991 — «Свадьба Фигаро», дирижёр Колин Дэвис (Граф Альмавива)
- 1991 — «Дон Жуан», дирижёр Даниэль Баренбойм (Дон Жуан)
- 1991 — «Армида»[англ.], дирижёр Клаудио Шимоне (Идрао)
- 1991 — «Дон Жуан», дирижёр Джеймс Конлон (англ.) (Лепорелло)
- 1991 — «Дон Жуан»[англ.], дирижёр Бруно Вайль (нем.) (Пасквариелло)
- 1992 — «Дон Карлос», дирижёр Джеймс Ливайн (Филипп II)
- 1994 — «Дон Паскуале», дирижёр Риккардо Мути (Дон Паскуале)
- 1995 — «Иродиада», дирижёр Марчелло Виотти (нем.) (Фануил)
- 1998 — «Набукко», дирижёр Даниэль Орен (итал.) (Захария)
- 2000 — «Дон Жуан», дирижёр Джеймс Ливайн (Лепорелло)
- 2000 — «Аттила», дирижёр Донато Ренцетти (Аттила)
- 2002 — «Симон Бокканегра», дирижёр Даниэле Гатти (Якопо Фиеско)
- 2003 — «Луиза Миллер», дирижёр Маурицио Бенини (англ.) (Граф Вальтер)
- 2007 — «Евгений Онегин», дирижёр Даниэль Баренбойм (Князь Гремин)
- 2008 — «Мефистофель»[англ.], дирижёр Стефано Ранцани (Мефистофель)